# سطام بن سعود بن عبد العزيز آل سعود
الأمير سطام بن سعود بن عبد العزيز آل سعود  الابن الواحد والثلاثون من أبناء الملك سعود بن عبد العزيز آل سعود. ولد في 9 ذو الحجة 1374 الموافق 10 أكتوبر 1954 في مدينة الرياض. بشوش الوجه متواضع محب للخير ويساعد الآخرين.

## نسبه
هو الأمير سطام بن سعود بن عبد العزيز بن عبد الرحمن بن فيصل بن تركي بن عبد الله بن محمد بن سعود آل سعود.

## التعليم
- درس في معهد أنجال الملك سعود بن عبد العزيز آل سعود وانتقل في الصف السادس الابتدائي الي معهد العاصمة النموذجي حيث اكمل دراسته الابتدائية والمتوسطة والثانوية فيه.
- حصل على بكالوريوس في التاريخ من كلية الآداب في جامعة الملك سعود في عام 1977.

## أسرته

### إخوته الأشقاء
- الأمير المعتصم بن سعود بن عبد العزيز آل سعود
- الأميرة ريما بنت سعود بن عبد العزيز آل سعود

### زوجته
- الأميرة هيفاء بنت حمود الفهد الجبر الرشيد

### أبنائه
- الأمير خالد بن سطام بن سعود بن عبد العزيز آل سعود (ويعمل نائباً لأمير منطقة عسير ) متزوج من الأميرة سارة بنت حمد بن محمد آل الشيخ -ابنة عمته الأميرة مها-
- الأميرة العنود بنت سطام بن سعود بن عبد العزيز آل سعود (وتدرس في جامعة الأمير سلطان).

## أعماله
- في عام 1981، التحق للعمل في إدارة الحقوق العامة في وزارة الداخلية السعودية.
- في عام 1984، عين نائبًا لمدير إدارة الحقوق العامة في وزارة الداخلية السعودية.
- في عام 1985، عين نائبًا لمدير عام المتابعة في وزارة الداخلية السعودية.
- في عام 1988، عين مديرًا عام المتابعة بالإنابة في وزارة الداخلية السعودية.
- شارك في الكثير من الزيارات الرسمية الرفيعة مع الأمير سلطان بن عبد العزيز آل سعود حينما كان ولي للعهد، ومن تلك الزيارات الرسمية: زيارة دول الخليج العربية وسوريا ومصر والمغرب وروسيا وإسبانيا وغيرها.

## نشاطات
- عضو مؤسس في مؤسسة الملك سعود في لندن (رقم 1138415) (The King Saud Foundation). والتي تهتم بإجراء ونشر بحوث التنمية المستدامة في المملكة العربية السعودية في مجالات التعليم والتكنولوجيا، والعلوم، والاقتصاد، والبيئة، ومكافحة التصحر، والموارد البشرية، وإنتاج الأغذية، وإدارة استخدام الأراضي.
- دعم معارض الملك سعود في دوارتة: الرياض عام 2006، جدة عام 2007، المنطقة الشرقية عام 2007، مملكة البحرين عام 2009.
- دعم نشر كتب عن والده الملك سعود بن عبد العزيز، ومنها كتاب «الملك سعود» المصور باللغتين العربية والإنجليزية.
- دعم إصدارات مجلة المنهل الثقافية ومنها العدد رقم (2) لعام 2007.
- دعم كتاب عن الملك سعود، والذي سوف يصدر قريبا عن مجلة المنهل.
- دعم الموقع الإلكتروني الجديد الخاص بـ الملك سعود 2013 (http://kingsaud.org).
- دعم فلم “الملك سعود” الوثائقي وهو من أفلام الرسوم المتحركة، والذي يتناول حقبة تاريخية تحمل الكثير من المنجزات الداخلية والخارجية للملك سعود بن عبد العزيز. وقد عرض في مهرجان الفيلم السعودي الثاني على (روتانا) في مايو 2013.